# Kongepesel
Kongepesel (på tysk Königspesel) er et museum på Hansvarftet på hallig Hoge i Nordfrisland i det vestlige Sydslesvig. Museet er indrettet i en pesel (≈storstue, i daglig tale: den gode stue) i en af halligens frisergårde og viser dørmalerier, møbler, bibelfliser, porcelæn, glas og andet inventar fra nordfrisernes søfartsepoke fra 1600 til 1800-tallet. Udstillingen dokumenterer, hvad det økonomiske opsving har betydet for det daglige liv på øerne ved den hhv. slesvigske og jyske vestkyst i den tid. Gården selv er fra 1776 og er bygget af rederen og kaptajnen Tade Hans Bandix. Bygningen er fredet.
Museet har fået sit navn efter, at den danske kong Frederik 6. i 1825 måtte overnatte på småøen, da en stormflod forhindrede ham i at rejse videre (Land under). Frederik var kommet til Hoge, for at besigtige omfanget af den store stormflod på halligerne samme år (februarflod 1825). Frederik stiftede efterfølgende en fond til hjælp for alle på halligerne, der ville forhøje deres varfter.